# Gonocarpus paniculatus
Gonocarpus paniculatus es una especie de planta floral perteneciente al género Gonocarpus, de la familia Haloragaceae, orden Saxifragales. Crece en el bioma subtropical.
Fue descrita por (R.Br. ex Benth.) Orchard. La especie es válida y aceptada y aparece registrada en una sección de la publicación Bulletin of the Auckland Institute and Museum 10: 255 de 1975.

## Distribución
Se distribuye por Australia Occidental.